# Fußball-Karibikmeisterschaft 2017
Die Fußball-Karibikmeisterschaft 2017 war die 18. Ausspielung der Fußball-Karibikmeisterschaft. Der Wettbewerb begann mit der ersten Runde der Qualifikation am 22. März 2016. Die Endrunde fand vom 22. bis 25. Juni 2017 auf Martinique statt. Alle vier Spiele der Endrunde fanden im Stade Pierre Aliker in Fort-de-France statt. Im Gegensatz zu den Vorjahren nahmen 2017 nur vier Mannschaften teil, die den Sieger im K.-o.-System ermittelten.
Sieger wurde erstmals die Fußballnationalmannschaft von Curaçao.

## Qualifikation
An der Qualifikation zur Fußball-Karibikmeisterschaft 2017 nahmen 25 der 31 Verbände der Caribbean Football Union (CFU) teil. Die drei bestplatzierten Mannschaften der Karibikmeisterschaft 2014, Jamaika, Trinidad und Tobago und Haiti, waren für die dritte Qualifikationsphase gesetzt. In drei Qualifikationsrunden wurden die vier Mannschaften ermittelt, die sich direkt für die Karibikmeisterschaft 2017 qualifizierten. Diese vier Teams waren damit auch gleichzeitig für den CONCACAF Gold Cup 2017 qualifiziert.
Für die Endrunde waren folgende Mannschaften qualifiziert:
- Curaçao
- Französisch-Guayana
- Jamaika
- Martinique

Die drei besten Zweitplatzierten der dritten Runde spielten die fünftplatzierte Mannschaft aus, die gegen den Fünftplatzierten der Zentralamerikameisterschaft aus der UNCAF um einen weiteren Platz im Gold Cup spielte, bei dem der karibische Vertreter Haiti an Nicaragua scheiterte. Das Hinspiel wurde am 24. und das Rückspiel am 28. März 2017 ausgetragen.
|       | Gesamt |           | Hinspiel | Rückspiel |
| ----- | ------ | --------- | -------- | --------- |
| Haiti | 3:4    | Nicaragua | 3:1      | 0:3       |

## Endrunde

### Halbfinale
|                                 |   |                     |                |
| Mi., 22. Juni 2017 um 18:00 Uhr |   |                     |                |
| Jamaika                         | – | Französisch-Guayana | 1:1, 4:2 i. E. |
| Do., 22. Juni 2017 um 20:30 Uhr |   |                     |                |
| Curaçao                         | – | Martinique          | 2:1            |

### Spiel um Platz 3
|                                 |   |            |     |
| Do., 25. Juni 2017 um 17:00 Uhr |   |            |     |
| Französisch-Guayana             | – | Martinique | 1:0 |

### Finale
|                                 |   |         |     |
| Do., 25. Juni 2017 um 19:30 Uhr |   |         |     |
| Curaçao                         | – | Jamaika | 2:1 |